# Ушбулак (Курчумський район)
Ушбула́к (каз. Үшбұлақ) — село у складі Курчумського району Східноказахстанської області Казахстану. Входить до складу Маралдинського сільського округу.
Населення — 226 осіб (2021; 538 у 2009, 782 у 1999, 895 у 1989).
Національний склад станом на 1989 рік:
- казахи — 100 %

До 1992 року село називалося Пугачово.